# Дом Милоша Обреновича
Дом Милоша Обреновича (серб. Кућа Милоша Обреновића) — резиденция предводителя Второго сербского восстания Милоша Обреновича. Является памятником культуры Сербии исключительной важности. Находится в селе Горня-Црнуча в общине Горни-Милановац. В этом здании было принято решение о начале нового восстания против турецкого господства и отсюда же Милош Обренович на протяжении двух лет управлял страной. Ныне в доме располагается музей, посвященный тем событиям.